# Денисов, Георгий Яковлевич
Георгий Яковлевич Денисов (22 февраля 1910, Сулин, Область Войска Донского, Российская империя (ныне г. Красный Сулин, Ростовской области) — 20 сентября 2005, Москва, Российская Федерация) — советский партийный и государственный деятель, первый секретарь Мурманского обкома КПСС (1958—1966).

## Биография
С 1927 года — рабочий шахты Несветайантрацит г. Шахты Ростовская область.
С 1934 года — работник политотдела Манычского зерносовхоза Азово-Черноморского края.
С 1930 года — Член ВКП(б).
С 1935 года — служба в Красной Армии.
С 1938 года — заведующий отделом, секретарь по кадрам Хабаровского обкома ВКП(б), 1-й секретарь Охинского горкома ВКП(б) Сахалинской области.
С 1941 по 1945 годы в Красной Армии, участник Великой Отечественной войны. Майор.
В 1949 году — окончил Высшую партийную школу при ЦК ВКП(б).
В 1949—1950 годы — референт Внешнеполитической комиссии ЦК ВКП(б).
В 1950—1952 годы — секретарь Кабардинского обкома ВКП(б)
В 1952—1958 годы — инструктор, заведующий сектором Отдела ЦК КПСС, инспектор ЦК КПСС.
В 1958 по 1966 годы — 1-й секретарь Мурманского обкома КПСС.
Делегат внеочередного XXI (1959), XXII (1961), XXIII (1966) съездов КПСС. В 1961—1971 годах — кандидат в члены ЦК КПСС.
С 12.06.1962 по 1966 годы и с 12.06.1966 по 1970 годы — депутат Верховного Совета СССР 6 и 7 созывов.
С 1966 по 1977 годы — член Комитета партийного контроля при ЦК КПСС.
С 1977 года на пенсии.
Умер 20 сентября 2005 года. Похоронен на Ваганьковском кладбище (г. Москва).

## Награды и звания
Награждён орденом Ленина, 3 орденами Трудового Красного Знамени, орденами Красной Звезды, «Знак Почета», медалью «За трудовую доблесть».